# Чиликоти (Охајо)
Чиликоти (енгл. Chillicothe) град је у америчкој савезној држави Охајо.

## Демографија
По попису из 2010. године број становника је 21.901, што је 105 (0,5%) становника више него 2000. године.
| Група             | 2000.          | 2010.          |
| Белци             | 19.343 (88,7%) | 19.148 (87,4%) |
| Афроамериканци    | 1.637 (7,5%)   | 1.577 (7,2%)   |
| Азијати           | 121 (0,6%)     | 112 (0,5%)     |
| Хиспаноамериканци | 182 (0,8%)     | 292 (1,3%)     |
| Укупно            | 21.796         | 21.901         |